# Alice Middleton Boring
Alice Middleton Boring (Filadèlfia, 22 de febrer de 1883 - Cambridge, 1955) era una biòloga americana, zoòloga, i herpetòloga, investigadora i professora de biologia en els Estats Units i la Xina.

## Biografia
Alice Middleton Boring va néixer el 1883 a Filadèlfia.
Boring va estudiar a la Universitat de Bryn Mawr on va rebre Bryn Mawr Universitat on va obtenir el Bachelor d'Arts en el 1904. Posteriorment es va doctorar l'any 1910 per la mateixa universitat, on va ser supervisada per Nettie M. Stevens.
En els inicis de la seva carrera es va especialitzar en citologia i genètica, mentres exercia de professora de zoologia a la Universitat de Maine fins a l'any 1918.
L'any 1918, Boring marxà a la Xina, on va ensenyar biologia a la Peking Union Medical College.
En el 1918 va acceptar un treball de dos anys a la Xina com a professora ajudant de Biologia en el Peking Union Medical College (1918-20), on es va implicar en les causes socials i polítiques xineses. Després d'una breu temporada als Estats Units, va tornar a la Xina, on es va instal·lar definitivament, treballant en la Yenching University. Allí va viure la guerra civil, la revolució, l'ocupació japonesa, la II Guerra Mundial i l'aixecament xinès. Malgrat es va haver d'apartar de la ciència durant alguns períodes (a causa del tancament de les Universitats), ella va continuar publicant les seves recerques sobre taxonomia dels amfibis i rèptils xinesos. La fidelitat de Boring a la població xinesa i la seva estima per aquesta cultura van impregnar completament la seva vida professional i personal.